# George Lambert (Moderner Fünfkämpfer)
George Howard Lambert junior (* 1. September 1928 in Hampton, Iowa; † 30. Januar 2012 in River Falls, Wisconsin) war ein US-amerikanischer Pentathlet und Fechter.

## Leben
Lambert graduierte zunächst an der University of Minnesota im Jahr 1951 und erhielt zwei Jahre darauf Universität von Paris ein Diplom in Klinischer Psychologie. Nebenbei studierte er in Paris auch Japanistik. Nach seinem Abschluss trat er der U.S. Army bei und diente bis November 1955 in Korea und Japan. Während seiner Armeezeit begann er mit dem Modernen Fünfkampf und war auch als Fechter aktiv. 1959 war er Teil der US-amerikanischen Degenmannschaft bei der Fechtweltmeisterschaft in Budapest.
Lambert nahm 1956 an den Olympischen Spielen in Melbourne, sowie 1960 an den Spielen in Rom teil, jeweils im Modernen Fünfkampf. In Melbourne belegte er in der Einzelkonkurrenz den fünften Rang. In der Mannschaftswertung, zu der neben Lambert noch William Andre und Jack Daniels beitrugen, gewann er hinter der Sowjetunion Silber. Bei den Spielen in Rom reichte es im Einzel nur zu einem 18. Platz, mit einem dritten Rang in der Mannschaftswertung sicherte er sich aber eine weitere Medaille. Neben Lambert und Jack Daniels gehörte diesmal noch Robert Beck zur Mannschaft.
Bei Weltmeisterschaften errang er 1959 mit der Bronzemedaille im Mannschaftswettbewerb seine einzige Podiumsplatzierung.
Nach seiner Karriere als Sportler arbeitete Lambert als Übersetzer für französisch und japanisch beim Außenministerium sowie in selber Funktion für zehn Jahre bei Lyonnaise des Eaux, einem Unternehmen in Paris. Seinen Ruhestand verbrachte er in River Falls, Wisconsin, wo er am 30. Januar 2012 verstarb.